# Peripheroptera
Peripheroptera is een ondergeslacht van het geslacht van insecten Dicranomyia binnen de familie steltmuggen (Limoniidae).

## Soorten
- D. (Peripheroptera) aberrans (Schiner, 1868)
- D. (Peripheroptera) angustifasciata (Alexander, 1922)
- D. (Peripheroptera) arcuata (Alexander, 1913)
- D. (Peripheroptera) atrosignata (Alexander, 1934)
- D. (Peripheroptera) auranticolor (Alexander, 1978)
- D. (Peripheroptera) austroandina (Alexander, 1929)
- D. (Peripheroptera) cochabambae (Alexander, 1945)
- D. (Peripheroptera) croceibasis (Alexander, 1942)
- D. (Peripheroptera) cynara (Alexander, 1942)
- D. (Peripheroptera) dis (Alexander, 1944)
- D. (Peripheroptera) eudorae (Alexander, 1913)
- D. (Peripheroptera) euryptera (Alexander, 1953)
- D. (Peripheroptera) fulvistigma (Alexander, 1953)
- D. (Peripheroptera) fumibasalis (Alexander, 1937)
- D. (Peripheroptera) fuscoanalis (Alexander, 1979)
- D. (Peripheroptera) glochinoides (Alexander, 1922)
- D. (Peripheroptera) incommoda (Osten Sacken, 1888)
- D. (Peripheroptera) incommodes (Alexander, 1928)
- D. (Peripheroptera) lankesteri (Alexander, 1946)
- D. (Peripheroptera) lichyella (Alexander, 1947)
- D. (Peripheroptera) lissomelania (Alexander, 1967)
- D. (Peripheroptera) machupichuana (Alexander, 1953)
- D. (Peripheroptera) morgana (Alexander, 1944)
- D. (Peripheroptera) nearcuata (Alexander, 1940)
- D. (Peripheroptera) nitens (Schiner, 1868)
- D. (Peripheroptera) ordinaria (Alexander, 1945)
- D. (Peripheroptera) parvistigmata (Alexander, 1980)
- D. (Peripheroptera) peramoena (Alexander, 1945)
- D. (Peripheroptera) perdelecta (Alexander, 1940)
- D. (Peripheroptera) prindlei (Alexander, 1938)
- D. (Peripheroptera) rediviva (Alexander, 1942)
- D. (Peripheroptera) rhoda (Alexander, 1939)
- D. (Peripheroptera) schineri (Osten Sacken, 1888)
- D. (Peripheroptera) subamoena (Alexander, 1942)
- D. (Peripheroptera) teucholaboides (Alexander, 1913)
- D. (Peripheroptera) thioptera (Alexander, 1941)
- D. (Peripheroptera) trimelania (Alexander, 1942)
- D. (Peripheroptera) trinigrina (Alexander, 1940)
- D. (Peripheroptera) vivasberthieri (Alexander, 1940)